# Proteinkinas R
Proteinkinas R eller PKR är ett enzym som aktiveras av dubbelsträngat RNA, dsRNA. Detta återfinns normalt inte i eukaryota celler. Dock är det associerat med flera olika sorters virus, som använder RNA istället för DNA för att bära sitt genetiska material. Efter aktiveringen kommer PKR att fosforylera en translationsfaktor kallad EIF2A, som då blir inaktiverad. I vanliga fall används denna faktor för att förbereda ribosomernas lilla subenhet så att den kan binda till mRNA och translatera detta till protein.
Proteinkinas R kan på så vis sägas utgöra en försvarsmekanism mot virus. Viruset verkar genom att ta över och utnyttja värdcellens intracellulära maskineri för att producera fler virusartiklar. Genom att blockera detta intracellulära maskineri blir cellen inkapabel att producera nya virusproteiner och nytt virus. Smittan avstannar då tills viruset kan tas om hand om på annat sätt, exempelvis genom RNA interferens.
Vissa virus kan kringgå denna mekanism genom olika mekanismer. Exempelvis kan HIV få cellen att producera "offersubstrat" som liknar EIF2A, dessa kan produceras i så stor mängd att de utgör en kompetitiv hämmare för PKR, som fosforylerar dessa istället för det "riktiga" målet.